# Herschel Savage
Herschel Savage, ursprungligen Harvey Cohen, född 25 november 1952 i New York, död 8 oktober 2023, var en amerikansk skådespelare i pornografisk film som sedan 1971 medverkade i över 700 filmer. Han regisserade även ett fåtal filmer av samma karaktär.